# Pollo tandoori
Il pollo tandoori è un popolare piatto della cucina pakistana a base di pollo arrosto, yogurt e spezie, consumato in varie parti dell'Asia meridionale come antipasto.

## Preparazione

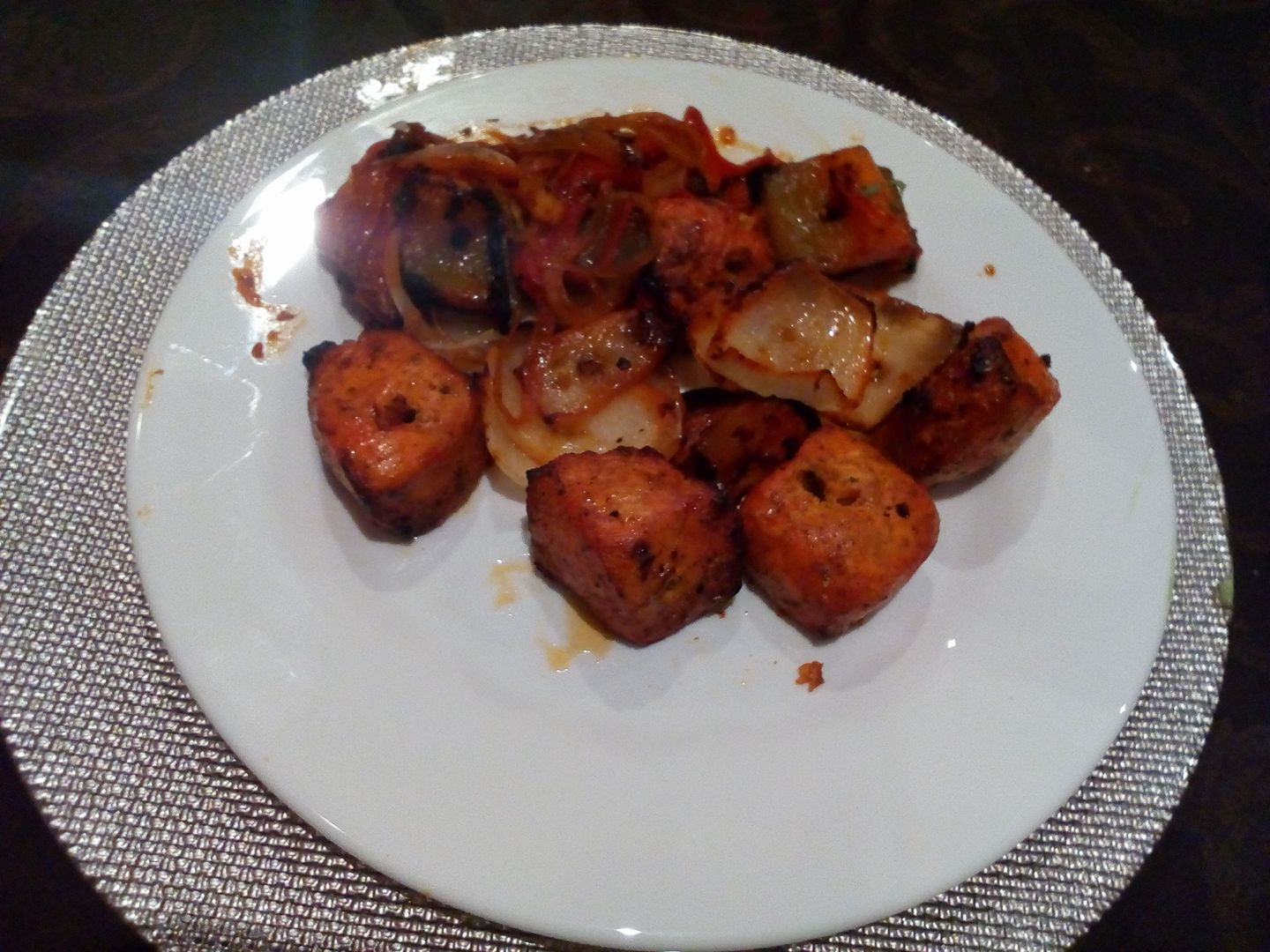
Una porzione di pollo tandoori

La carne di pollo, che siano ali o cosce, viene marinata nello yogurt e condito con il tandoori masala. La tipica colorazione rossa della carne viene ottenuta utilizzando la polvere di chili rosso, pepe di Caienna o peperoncino del Kashmir, mentre una grande quantità di curcuma produce la colorazione arancione. In molte versioni moderne del piatto si possono trovare entrambe le colorazioni. È tradizionalmente cotto ad alte temperature nei tipici forni di argilla, i tandoor, da cui il piatto prende il nome. Può tuttavia essere preparato anche su una tradizionale griglia.

## Storia
La tradizione vuole che la storia del piatto risalga a Kundan Lal Gujral, un indiano che aprì un ristorante, il Moti Mahal a Peshawar, prima che l'India fosse colonizzata dalla Gran Bretagna. Cercando nuove ricette, Gujral avrebbe provato a cuocere il pollo in un tandoor, usato generalmente per la cottura del pane azzimo naan. I tandoor sono particolari forni di argilla, a forma di campana rovesciata ed interrati, alla cui base brucia un fuoco di legna o carbone che può raggiungere i 480º. Gujral per primo sarebbe stato capace di cuocere il pollo in questo tipo di forno, rendendo croccante l'esterno del pezzo di carne e mantenendo morbido e succulento l'interno.
Dopo la decolonizzazione dell'India del 1947, il Punjab venne diviso e le zone a est dello stato divennero parte dell'India, mentre le zone ad ovest divennero parte del Pakistan. La città di Peshawar passò quindi sotto il governo pakistano e Gujral, come molti altri profughi hindu, si allontanò dai disordini scappando in India e spostando quindi il suo ristorante a Delhi cambiandogli nome in Daryaganj.
Il pollo tandoori impressionò a tal punto il primo ministro indiano, Jawaharlal Nehru, che lo rese una delle portate regolari dei banchetti ufficiali. Da allora molti personaggi importanti, in visita al governo indiano, hanno potuto assaggiare tale piatto, tra cui i presidenti americani Richard Nixon e John F. Kennedy, il leader sovietico Nikolai Bulganin e Nikita Khrushchev, il Re del Nepal e Mohammed Reza Pahlavi, scià dell'Iran.
La fama del piatto portò a molte varianti, tra cui il pollo tikka e il pollo tikka masala, solitamente presenti nei menu dei ristoranti indiani di tutto il mondo.